# 황순유의 4시의 라디오
황순유의 4시의 라디오는 TBN 경인교통방송(인천, 경기 FM 100.5MHz, 서해5도 FM 105.5MHz)에서 평일 오후 4시 5분부터 4시 55분까지 방송된 인천·경기 지역의 라디오 교양, 오락, 음악 프로그램이다.

## 프로그램 소개
- 몸의 피로가 몰려오는 시간! 유익한 정보와 사람 사는 이야기, 그리고 좋은 음악으로 편안한 친구가 되어 드릴께요~

## 코너소개

### 매일코너
- 인천모아보기 - 인천과 관련된 정책 및 행사 소개
- 우리동네뉴스 - 경인지역의 시, 구단위 뉴스를 전달

## 요일 코너

### 월요일
- 주간 스포츠 : 한주간의 스포츠 소식 전달(정다운 스포츠 해설위원)

### 화요일
- 빅데이터로 본 세상 : SNS 빅데이터 분석을 통해 일상을 들여다봅니다. (한국인사이트연구소 김아람 책임연구원)

### 수요일
- 우리동네지킴이 : 경인지역을 지키는 다양한 기관들의 정책 및 소식 전달

### 목요일
- 생활경제 : 실생활에 바료 써먹을수 있는 경제 상식 (최요한 경제전문가)

### 금요일
- 자동차 이야기 : 최신 자동차 관련 이슈 소개 (박진우 기자)